# Catch Wrestling
Catch Wrestling (englisch Catch = greifen und Wrestling = Ringen), auch als Catch-As-Catch-Can bezeichnet, ist eine klassische Kampfsportart aus dem Grappling-Bereich. Sie gilt als historischer Vorläufer des populären Wrestling, wie es heute beispielsweise von der WWE organisiert wird. Mit dem Aufkommen von Mixed Martial Arts und Submission Wrestling gelangte jedoch auch die „Urform“ des Catch Wrestling wieder zu verstärkter Aufmerksamkeit.

## Geschichte
Die Wurzeln des Catch Wrestling liegen im englischen Lancashire, wo sich bis zur Mitte des 19. Jahrhunderts ein besonders aggressiver Ringkampf-Stil mit dem Schwerpunkt auf Bodenkampf und Aufgabegriffe entwickelte. Britische Immigranten brachten das „Lancashire Wrestling“ und andere lokale Ringkampf-Traditionen in die USA, wo die Catch Wrestler zu Beginn des 20. Jahrhunderts vor allem als Jahrmarkt-Attraktionen antraten. Die Kämpfe waren jedoch authentisch und in ihrem Verlauf und Ausgang nicht abgesprochen. Catch Wrestling gelangte dank Stars wie Frank Gotch zu immenser Popularität in den Vereinigten Staaten, entfernte sich jedoch im Laufe der Zeit immer stärker von seinen sportlichen Wurzeln. Durch den Fokus auf den Showcharakter der Kämpfe entstand das moderne Wrestling mit vorher festgelegten Kampfverläufen und -ausgängen. Im Deutschen wird wegen dieser historischen Verwandtschaft noch immer teilweise vom „Catchen“ gesprochen, wenn eigentlich das Show-Wrestling gemeint ist.

## Heutige Situation
Durch die Verbreitung von Mixed-Martial-Arts-Wettkämpfen und dem damit einhergehenden Popularitätsschub für Grappling-Disziplinen seit Ende des 20. Jahrhunderts erlebt auch das traditionelle Catch Wrestling eine gewisse Renaissance. Bekannte MMA-Kämpfer wie Josh Barnett und Randy Couture und vor allem Kazushi Sakuraba wandten erfolgreich Techniken aus dem Arsenal des Catch Wrestling an.